# Max Payne 2: The Fall of Max Payne
Max Payne 2: The Fall of Max Payne – strzelanka trzecioosobowa stworzona przez studio Remedy Entertainment i wydana przez Rockstar Games. Została wydana początkowo 15 października 2003 na platformę Microsoft Windows, a później powstały także wersje na Xboksa i PlayStation 2. Jest to druga część serii gier Max Payne.
Akcja gry jest kontynuacją historii Maxa Payne’a, detektywa zamieszanego w zabójstwo w Nowym Jorku. Produkcja została utrzymana w stylu filmu noir, z wykorzystaniem tzw. efektu bullet time. Została dobrze przyjęta przez krytyków, uzyskując średnią ocen wynoszącą 86% według agregatora Metacritic.

## Fabuła
Po wydarzeniach znanych z poprzedniej części gry Max Payne odchodzi z agencji DEA i wraca do pracy detektywa w nowojorskiej policji. Pewnej nocy zostaje wezwany w sprawie strzelaniny w magazynach rosyjskiego gangstera Vladimira Lema. Na miejscu okazuje się, że budynek zostaje zaatakowany przez uzbrojonych pracowników firmy sprzątającej Squeaky Cleaning Company, których szefem jest Kaufman. W trakcie potyczki spotyka Monę Sax, która – jak sądził – zginęła kilka lat wcześniej w siedzibie Aesir Corporation na Manhattanie.
Powróciwszy na posterunek, przyjmuje zlecenie zbadania sprawy strzelaniny, a detektyw Valerie Winterson przejmuje od niego sprawę zabójstwa senatora Sebastiana Gate’a, w której główną podejrzaną jest Sax. Payne umawia się na spotkanie z Lemem w restauracji Vodka, stworzonej w miejscu klubu muzycznego Ragna Rock, który mafioso odkupił po śmierci Jacka Lupino. Gdy dociera do lokalu, pomaga Lemowi w walce z Vinnim Gognittim i jego pomocnikami. Gognittiemu udaje się uciec, a Payne dowiaduje się, że sprzątacze byli jego najemnikami. Po powrocie do domu spotyka się z Sax, która przekonuje go, że oboje znajdują się w niebezpieczeństwie. Odparłszy atak sprzątaczy grasujących po sąsiednim budynku, znajduje dokumenty, które świadczą o tym, że od dłuższego czasu jest szpiegowany.
Podczas spotkania z Sax w jej kryjówce, znajdującej się w opuszczonym lunaparku, odkrywa, że sprzątacze są powiązani z „Wewnętrznym Kręgiem”, tajnym stowarzyszeniem polityków, kultywującym stare masońskie tradycje łącznie z morderstwami na tle politycznym. Gdy wspólnie docierają do siedziby Corcorana, jednego z członków „Wewnętrznego Kręgu”, odnajdują zwłoki mężczyzny i kilku innych osób ze stowarzyszenia. Będąc uznanym za wspólnika Sax, Payne zostaje aresztowany przez detektyw Winterson, a następnie zawieszony w obowiązkach detektywa policji. Na posterunku podsłuchuje rozmowę telefoniczną Winterson, która przekazuje komuś tajne dane na temat śledztwa. Potem spotyka się w areszcie z Sax, która prosi go o kontakt z Alfredem Wodenem, byłym szefem „Wewnętrznego Kręgu”. Pokonawszy sprzątaczy, którzy wtargnęli na teren komisariatu, ucieka z aresztu, a dzięki pomocy Lema wraca do lunaparku. Po drodze dowiaduje się od mafioso o powiązaniach Gognittiego z „Wewnętrznym Kręgiem” i karierze Sax jako płatnej morderczyni.
Po kolejnej potyczce ze sprzątaczami wskakuje do jednej z furgonetek Squeaky Cleaning Company, dzięki czemu trafia do bazy komandosów, znajdującej się na placu budowy towarzystwa ubezpieczeniowego Castling. Gdy budynek zaczyna eksplodować, na miejscu zjawia się policja, w tym m.in. detektyw Winterson, która ginie w postrzale podczas kłótni z Payne’em. On sam z ciężkimi obrażeniami zostaje przetransportowany do szpitala. Podczas ucieczki ze szpitala spotyka Bravurę, który wkrótce zostaje postrzelony przez jednego z napastników. Po ucieczce kieruje się do willi Wodena, który ujawnia mu, że część zbuntowanych członków „Wewnętrznego Kręgu” pod kierownictwem Lema planuje zabić wszystkie osoby wiedzące o istnieniu stowarzyszenia. Rozczarowany zdradą Lema, Payne udaje się do klubu Vodka, gdzie odkrywa, że Winterson była kochanką Lema i obiecała mu zamordowanie Payne’a i Sax.
Payne trafia do siedziby Gognittiego, gdzie nakrywa go ubranego w kostium Kapitana Pałkarza z bombą zamontowaną w głowie. W zamian za ujawnienie miejsca pobytu Lema pomaga mu w rozbrojeniu bomby. W tym celu udają się do lunaparku, gdzie zostają zaatakowani przez Lema – Gognitti ginie wskutek wybuchu bomby, a Payne zostaje postrzelony w głowę. Jeszcze przed atakiem dowiaduje się od Lema, że Sax otrzymała od Wodena zlecenie zamordowania Rosjanina. Po uratowaniu Payne’a wspólnie docierają do siedziby Wodena, by zabić Lema. Na miejscu Sax wyznaje Payne’owi, że próbowała odsunąć go od sprawy, bo otrzymała zlecenie zamordowania również jego. Wkrótce potem kobieta ginie z rąk Lema, podobnie jak Woden. Podczas ostatecznej konfrontacji Payne zabija Lema.
Po przejściu najtrudniejszego poziomu trudności gracz poznaje alternatywne zakończenie gry, w którym Sax przeżywa atak Lema.

## Rozgrywka
Max Payne 2 jest trzecioosobową strzelanką, w której gracz wciela się w Maxa Payne’a, a na kilku poziomach również w Monę Sax. Początkowo bronią gracza jest pistolet. W miarę postępów w grze bohater uzyskuje dostęp do różnych rodzajów broni, w tym innych pistoletów, strzelb, pistoletów maszynowych, karabinów szturmowych i karabinów snajperskich. Kolejne cele w grze są opisywane za pomocą wewnętrznego monologu Maxa, w którym powtarza sobie, jakie powinny być jego następne kroki.
Przy pierwszym uruchomieniu gra oferuje jeden poziom trudności, który jest dostosowywany automatycznie, jeśli gra jest zbyt trudna dla gracza. Przykładowo, jeśli postać gracza ginie zbyt wiele razy, sztuczna inteligencja wrogów staje się mniej skuteczna, a tabletki leczące gracza są łatwiej dostępne. Po pierwszym ukończeniu gry odblokowywane zostają dodatkowe poziomy trudności. Udostępniane są również dwa specjalne tryby gry: „New York Minute” i „Dead Man Walking”. W „New York Minute” gracz otrzymuje wynik na podstawie czasu potrzebnego na ukończenie każdego poziomu. Tryb „Dead Man Walking” umieszcza Maxa w jednym z pięciu scenariuszy, w których musi przetrwać jak najdłużej, walcząc z falami przeciwników, którzy odradzają się bez końca.
Max Payne 2 pozwala graczowi włączyć tryb bullet time, który spowalnia czas, jednocześnie pozwalając graczowi celować w czasie rzeczywistym, aby dać graczowi więcej czasu na działanie. W tym trybie kolor ekranu przybiera odcień sepii, działając jako wizualna wskazówka. Wskaźnik bullet time ma ograniczony czas działania i wyczerpuje się stopniowo. Natomiast wzrasta, gdy nie jest używany, przy czym można go szybko uzupełnić, zabijając wrogów. Gracz może uzbroić Maxa w broń drugorzędną, taką jak granat lub koktajl Mołotowa. Towarzysze AI mogą czasami przyjść Maxowi z pomocą, chociaż ich śmierć nie wpływa na rozgrywkę ani fabułę.

## Produkcja

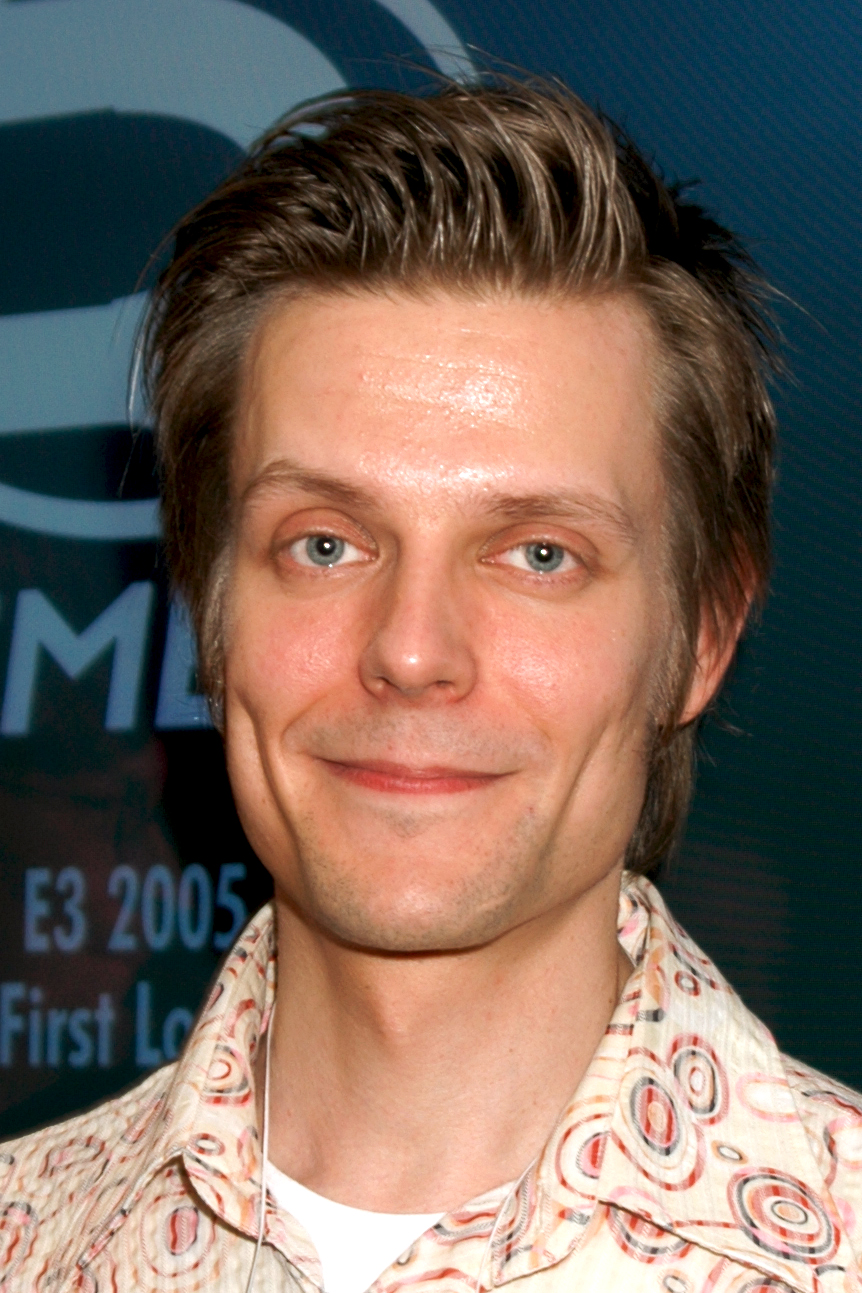
Fabuła gry została napisana przez Sama Lake’a, który również posłużył jako model Maxa w pierwszej części

Spółka Take-Two Interactive wydała komunikat prasowy w dniu 5 grudnia 2001 roku, w którym poinformowała o przejęciu franczyzy Max Payne od Remedy Entertainment i 3D Realms za 10 milionów dolarów w gotówce i 970 tysięcy akcji giełdowych i planuje wydanie Max Payne 2. 22 maja 2002 roku Take-Two ogłosiła, że zgodziła się zapłacić do 8 milionów jako zachętę dla 3D Realms i Remedy Entertainment w celu opracowania Max Payne 2. 3 września 2003 roku Take-Two oficjalnie ogłosiła datę premiery gry na 15 października 2003 roku.
Wygląd Maxa w pierwszej części był wzorowany na fizjonomii scenarzysty gry Sama Lake’a. Podczas prac nad kontynuacją zdecydowano się zmienić wygląd Maxa, który został przemodelowany na wzór aktora Timothy’ego Gibbsa. James McCaffrey ponownie wcielił się w Maxa (jako aktor dubbingowy). Fabuła gry została napisana przez Lake’a, który postanowił napisać ją w formie „filmowej historii miłosnej w stylu noir”, ponieważ uważał, że najlepiej pasuje do osobowości Maxa. Lake miał nadzieję, że historia będzie dla serii nowym startem, stwierdzając: „Przynajmniej jest to krok we właściwym kierunku. Chciałbym zobaczyć nowe i nieoczekiwane tematy w grach”. Lake zauważył, że podstawowe, archetypowe elementy filmu noir, które można znaleźć w wielu klasykach gatunku „mogą zajść daleko” podczas opowiadania historii, przykładowo: wrogie, pełne zbrodni miasto; historia, która rozgrywa się późno w nocy w deszczu; cyniczny, zawzięty detektyw, który ma szczęście. Scenarzysta uważał, że napisanie kontynuacji Maxa Payne'a jest „sztuką samą w sobie”. Ponieważ sceneria i postacie zostały już ustalone, Lake zdecydował, że głównym celem kontynuacji było „zachowanie tego, co dobre i naprawienie tego, co nie było tak dobre”, oraz poprowadzenie historii w zaskakującym kierunku. Scenariusz kontynuacji okazał się trzykrotnie dłuższy niż scenariusz poprzedniej odsłony serii. Ponadto założył, że bardziej złożona historia zwiększy szansę na to, że gracze przejdą grę kilkukrotnie.
Fabuła, czasami opowiadana za pomocą dialogów w grze, jest popychana do przodu za pomocą komiksowych obrazków, które odtwarzane są podczas przerywników filmowych. Twórcy uznali, że obrazki komiksowe są bardziej efektywne i mniej kosztowne w użyciu w przerywnikach filmowych niż w pełni animowane przerywniki filmowe. Zauważyli również, że obrazki komiksowe zmuszały gracza do samodzielnej interpretacji każdego z nich, a „niuanse są w głowie czytelnika [...] znacznie trudniej byłoby osiągnąć ten poziom z filmami w grze lub nawet animacjami prerenderowanymi”. Deweloperom łatwiej było też poprawić fragmenty komiksowe, jeśli podczas tworzenia gry trzeba było zmienić fabułę.
Max Payne 2 korzysta z tego samego silnika gry co pierwsza część cyklu, ale z kilkoma ulepszeniami (kolejną iterację nazwano Max-FX 2.0). Mimo że gra obsługuje tylko DirectX 8.1, grafika w Max Payne 2 przypomina tę generowaną dzięki bibliotekom DirectX 9, optymalnie wykorzystując efekty, takie jak odbicia w lustrach oraz cienie. Jedną ze scen, która zawiera nowe efekty są świadome sny Maxa, podczas których ekran staje się rozmyty i nieostry. W porównaniu z Max Payne zwiększono liczbę wielokątów grafiki trójwymiarowej, co przełożyło się na wygładzenie krawędzi modeli postaci. Ponadto postacie mają znacznie bardziej rozbudowaną mimikę. Wcześniej wygląd twarzy Maxa nie zmieniał się, a w Max Payne 2 uśmiecha się i porusza brwiami, naturalnie reagując na różne wydarzenia w grze.
Gra korzysta z silnika fizyki Havok, który twórcy wybrali, ponieważ w ich opinii było to najlepsze rozwiązanie dla ich potrzeb. Stwierdzili, że silnik fizyki był niezbędny do stworzenia scen walki Maxa, z których znany był Max Payne, jednocześnie zwiększając ich realizm i dramatyczną, filmową narrację. Silnik ten sprawił, że w niektórych momentach gra jest bardziej realistyczna. Na przykład podczas walki gracz może schować się za skrzynkami; jednak, gdy pociski wroga trafią w pudła, one przewrócą się, a gracz będzie musiał znaleźć sobie inną osłonę. Silnik Havok został poprawiony tak, aby broń palna, bomby i koktajle Mołotowa działały bardziej naturalnie, a dźwięk został usprawniony, aby brzmiał bardziej realistycznie.
Tryb bullet time, z którego znany był Max Payne, został ulepszony; programiści wewnętrznie określali go jako „wersję 2.0”. Tryb, który pozwala postaci poruszać się w zwolnionym tempie, aby łatwiej reagować i zabijać wrogów, został rozbudowany, albowiem dodano możliwość regeneracji wskaźnika spowolnienia czasu z każdym kolejnym zabójstwem. Zrobiono to, aby zachęcić graczy do agresywnego atakowania w niebezpiecznych sytuacjach, zamiast kucania w bezpiecznej odległości i czekania, aż wrogowie do nich podejdą. Wprowadzono również nową animację przeładowania, która, gdy postać przeładowuje broń w trybie bullet time, pozwala mu uchylić się, aby uniknąć pocisków, obrócić się, aby zbadać sytuację w walce i na chwilę zatrzymać akcję, aby dać graczowi szansę na zastanowienie się nad kolejnym ruchem. Rockstar Games i Remedy Entertainment udostępniły narzędzia moderskie, które umożliwiają graczom tworzenie modyfikacji do gry. Modyfikacje mogą zawierać nową broń, umiejętności, lokacje i postaci.
Kompozytorzy muzyki z pierwszej części gry Kärtsy Hatakka i Kimmo Kajasto ponownie skomponowali ścieżkę dźwiękową. Oprawa dźwiękowa zawiera występ członka zespołu Apocalyptica Perttu Kivilaakso grającego na wiolonczeli. W napisach końcowych gry znajduje się piosenka „Late Goodbye” zespołu Poets of the Fall, której tekst został oparty na wierszu Sama Lake'a. Był to ich pierwszy singiel i osiągnął 14. miejsce na fińskiej liście przebojów Finnish Singles Chart, a także pierwsze miejsce na liście Top 30 radia Suomipop.

## Odbiór
Gra spotkała się z pozytywnym odbiorem recenzentów, uzyskując w wersji na PC według agregatora Metacritic średnią z ocen wynoszącą 86/100 punktów oraz 88,52% według serwisu GameRankings. Tom McNamara z serwisu IGN wystawił grze ocenę 9,4/10, chwaląc jej wciągającą warstwę fabularną i ładną oprawę graficzną.
Steve Polak z australijskiego „The Daily Telegraph”, któremu spodobała się pierwsza gra Max Payne, również pochwalił Max Payne 2, nazywając ją grą wyjątkową, która „podtrzymuje poczucie gęstej atmosfery i wciągającej akcji nastawionej na strzelaninę, która była tak ekscytująca w pierwszej części”. Pochwalił grę za lepszą jakość produkcji w porównaniu z pierwszą grą, w tym bardziej dopracowaną fabułę oraz lepszą grę aktorską i oprawę graficzną. Złożoność postaci Maxa była mile widzianym elementem przez Polaka, który stwierdził, że twórcy gier często tworzą prostych bohaterów. Dan Toose z „The Sydney Morning Herald” opisał doświadczenia z gry jako brutalne, ale jednocześnie docenił piękno wystrzałów z pistoletu.
Jon Minifie z „The New Zealand Herald” docenił fabułę gry, nazywając ją „wciągającą, mroczną trzecioosobową strzelanką z dobrze dopracowaną fabułą w stylu filmów noir”. W szczególności pochwalił Remedy za udane przeniesienie gry na konsole, zwłaszcza na Xboxa, zauważając, że wersja ma grafikę podobną do tej na PC. Podkreślił jednak, że port na PlayStation 2 był zaledwie dobry, co zaowocowało pogorszeniem oprawy graficznej, która była „znacznie mniej przyjemna dla oka”. Steven Poole z „The Sunday Times” zauważył, że Max Payne 2 zawiera wszystkie najlepsze cechy pierwszej części, a także docenił ulepszenia w rozgrywce. Odkrył, że dzięki silnikowi fizycznemu wrogowie przekonująco reagują na obrażenia od pocisków. Ostatecznie jednak Poole opisał grę jako „zabawną, ale nie wstrząsającą”.
Steve Tilley z „Toronto Sun” stwierdził w recenzji, że twórcy z Remedy wykonali „świetną robotę”; ocenił, że gra zachowała wszystkie najlepsze cechy poprzedniej części, a cała reszta elementów rozgrywki została dopracowana i działa lepiej. Podobał mu się tryb bullet time z pierwszej gry, a także docenił jego powrót w kontynuacji. Pochwalił też imponującą grafikę. Tilley stwierdził, że realistyczne odwzorowanie fizyki w grze jest z pewnością jej najlepszym aspektem i zauważył, że gdy wrzucił granat do pokoju, spowodowało to eksplozję, która wyrzuciła wrogów w powietrze w realistyczny sposób. Ponadto Tilley pochwalił Remedy za wysłuchanie skarg fanów i rozwiązanie problemów z poprzedniej gry, w tym ulepszone sekwencje snów. Był jednak rozczarowany ogólną liniowością produkcji i zauważył, że gracze, którzy nie są zainteresowani motywami filmowymi w stylu noir, nie będą się nimi cieszyć. Podsumowując swoją recenzję, Tilley skomentował, że gra „jest dobra, ma wystarczająco dużo kinowości i świetnych walk, by zachwycić tych, którzy lubią serial Rodzina Soprano z odrobiną Johna Woo i Franka Millera”.
Akcja gry została doceniona przez kilku recenzentów. Nick Valentino z GameZone nazwał ją kinową i pełną akcji, zauważając, że ostatnia scena była godna dużego ekranu. Podobnie Dave Kosak z GameSpy określił akcję jako naładowaną emocjami i uznał ją za porównywalną z tym, co było dostępne w branży filmowej. Historia opowiedziana w grze była zarówno chwalona jak i krytykowana. Tom McNamara z IGN polubił filmowy styl noir i zauważył, że dodaje to dramatycznej głębi historii Maxa i Mony, pisząc „w jakiś sposób [czyniąc] to, co dzieje się ważniejsze i interesujące. Sianie spustoszenia jest miłe, ale wspaniale jest też mieć uczucia, które komplikują sprawy, a Mona Sax zdecydowanie podołała temu zadaniu”. Negatywnie ocenił niektóre dialogi, które w jego ocenie były mało naturalne. Poole z „The Sunday Times” nazwał fabułę wyjątkowo tandetną. Krótki czas wymagany do ukończenia gry był przedmiotem krytyki między innymi ze strony redaktorów portali GameSpot oraz IGN. Toose z „The Sydney Morning Herald” również krytycznie odniósł się do krótkiej rozgrywki w trybie jednego gracza, ale stwierdził, że wyższe poziomy trudności i specjalne tryby „przetrwania” pomogły wydłużyć czas gry.
Max Payne 2 był laureatem kilku nagród branżowych, w tym w kategorii Outstanding Art Direction na Golden Satellite Awards 2004, Editors' Choice Awards od GamePro, IGN, GameSpy i GameSpot oraz Game of the Month od czasopisma „Game Informer”. W ocenie przedsiębiorstwa Take-Two Interactive, będącego właścicielem Rockstar Games, gra sprzedała się poniżej oczekiwań.